# 1275 w polityce

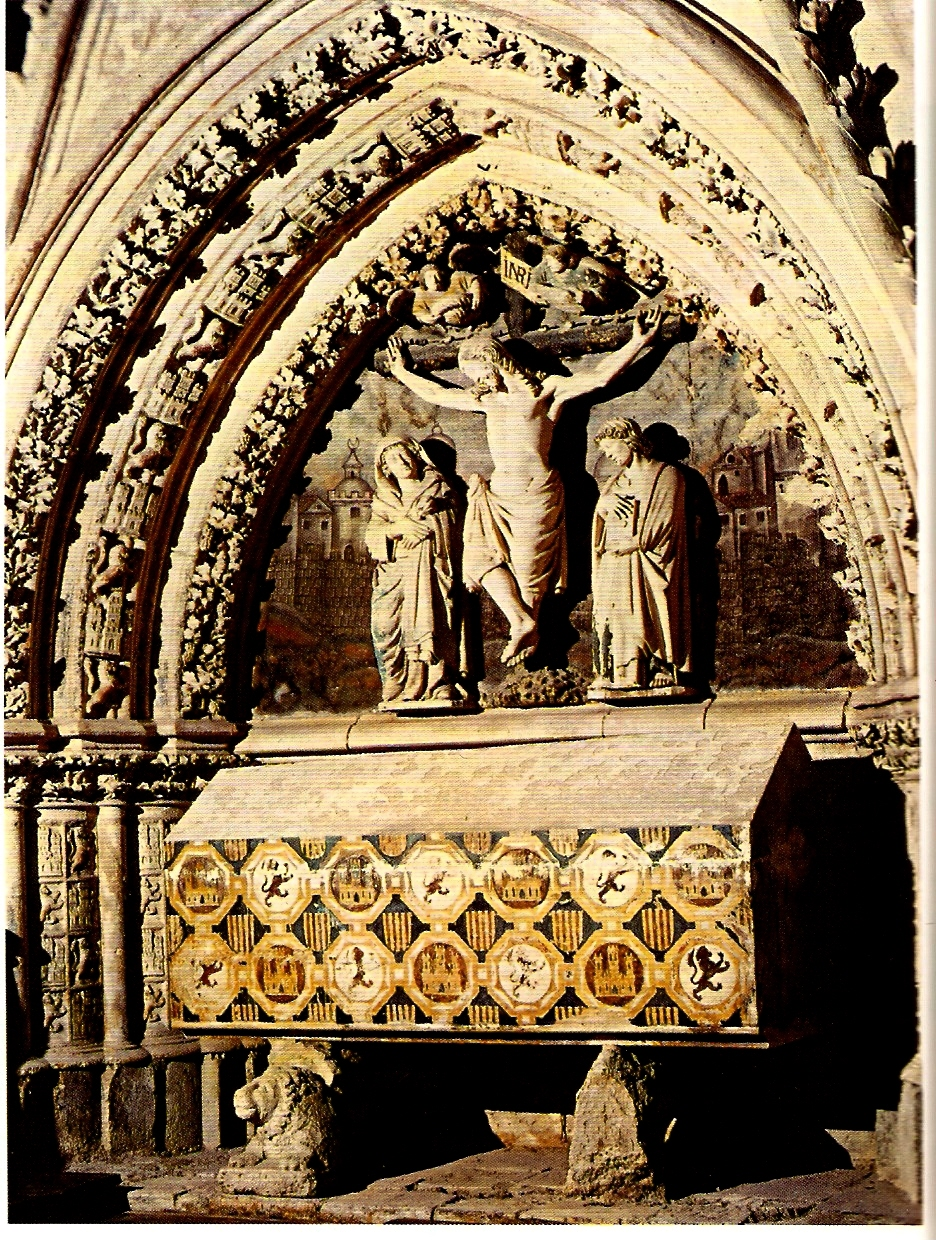
Nagrobek Ferdynanda de la Cerda

Wydarzenia polityczne w 1275 roku.

## Wydarzenia
- Władysław I Łokietek z bratem Kazimierzem objęli rządy na Kujawach Brzeskich[1].

## Urodzili się
- Giedymin, wielki książę Litwy[2].

## Zmarli
- 25 lipca Ferdynand de la Cerda, infant Kastylii[3].